# Marcilla
Marcilla (baskisch Martzilla) ist ein Ort und eine Gemeinde (municipio) mit 2.921 Einwohnern (Stand: 2024) in der autonomen Gemeinschaft Navarra im Norden von Spanien.

## Lage und Klima
Marcilla liegt auf einer Anhöhe am Río Aragón in ca. 290 m Höhe und ist ca. 70 km (Fahrtstrecke) in südsüdwestlicher Richtung von der Regionalhauptstadt Pamplona entfernt. Das Klima ist gemäßigt bis warm; Regen (ca. 475 mm/Jahr) fällt übers Jahr verteilt.

## Bevölkerungsentwicklung
| Jahr      | 1970 | 1981 | 1991 | 2001 | 2011 | 2021 |
| Einwohner | 2500 | 2386 | 2337 | 2617 | 2806 | 2866 |

## Sehenswürdigkeiten
- Festung von Marcilla aus dem 15. Jahrhundert
- Bartholomäuskirche
- Augustinerkonvent, ehemalige Zisterzienserabtei
- Marienkapelle

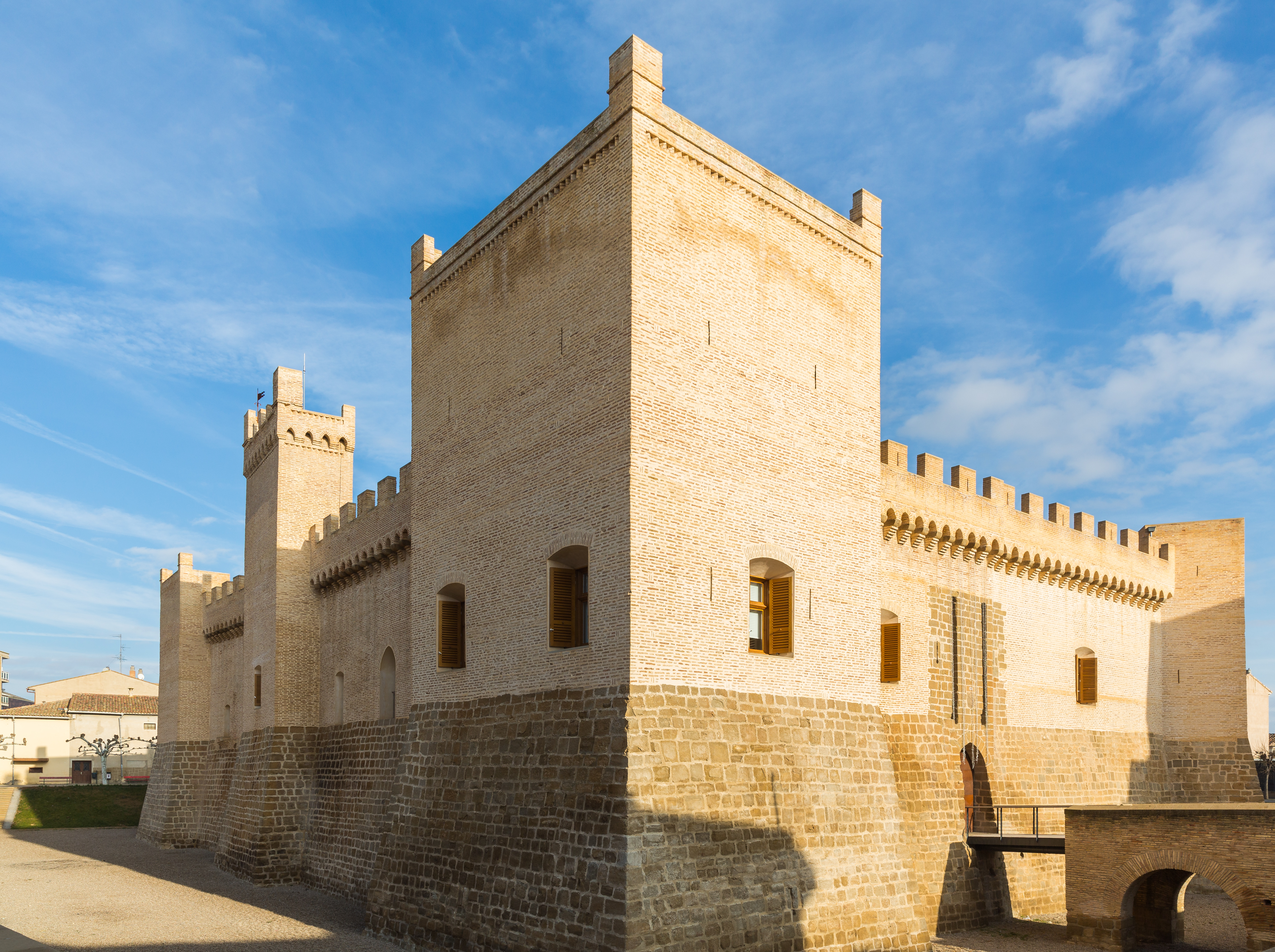
Festung
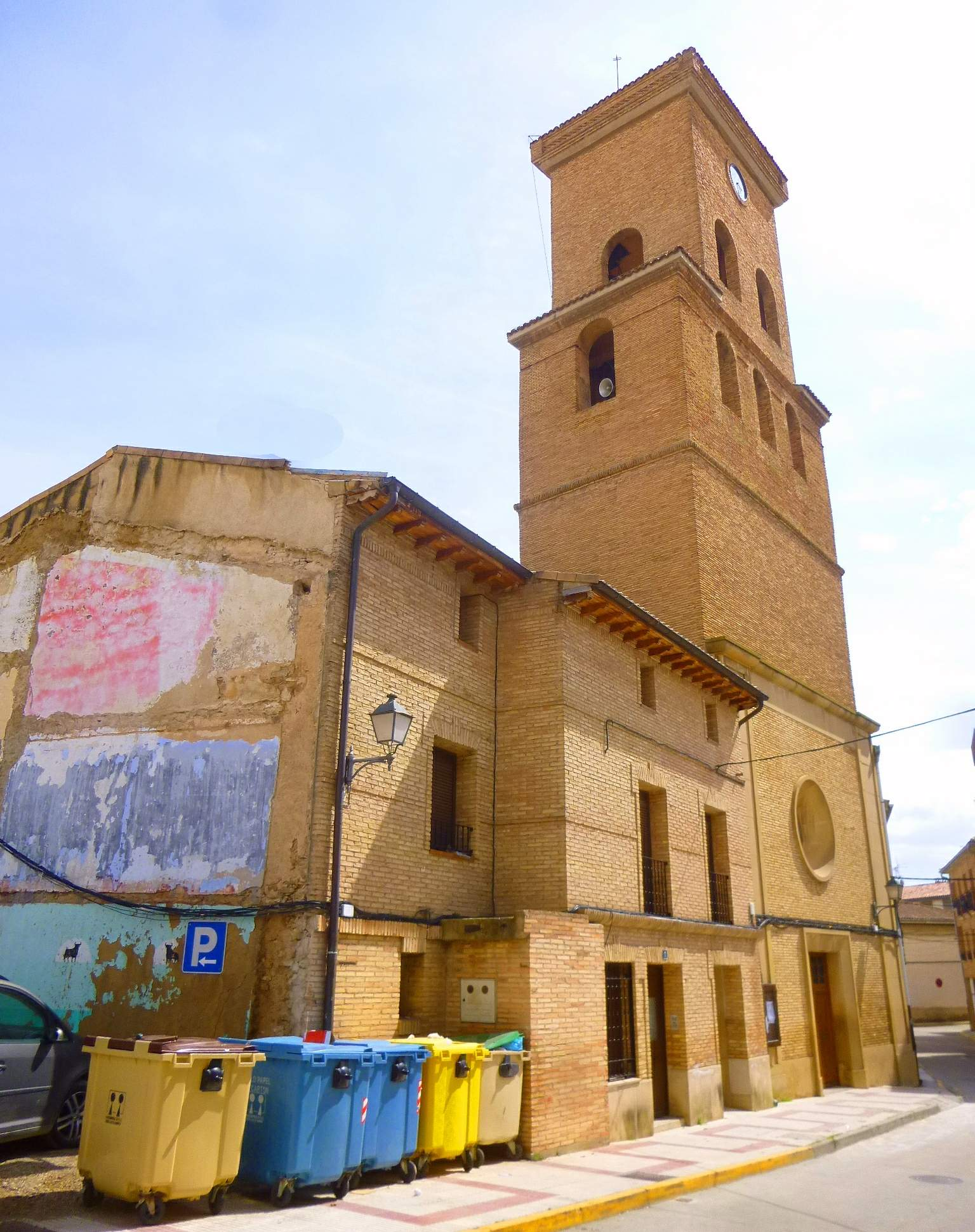
Bartholomäuskirche
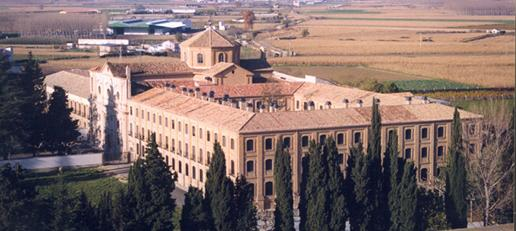
Augustinerkonvent
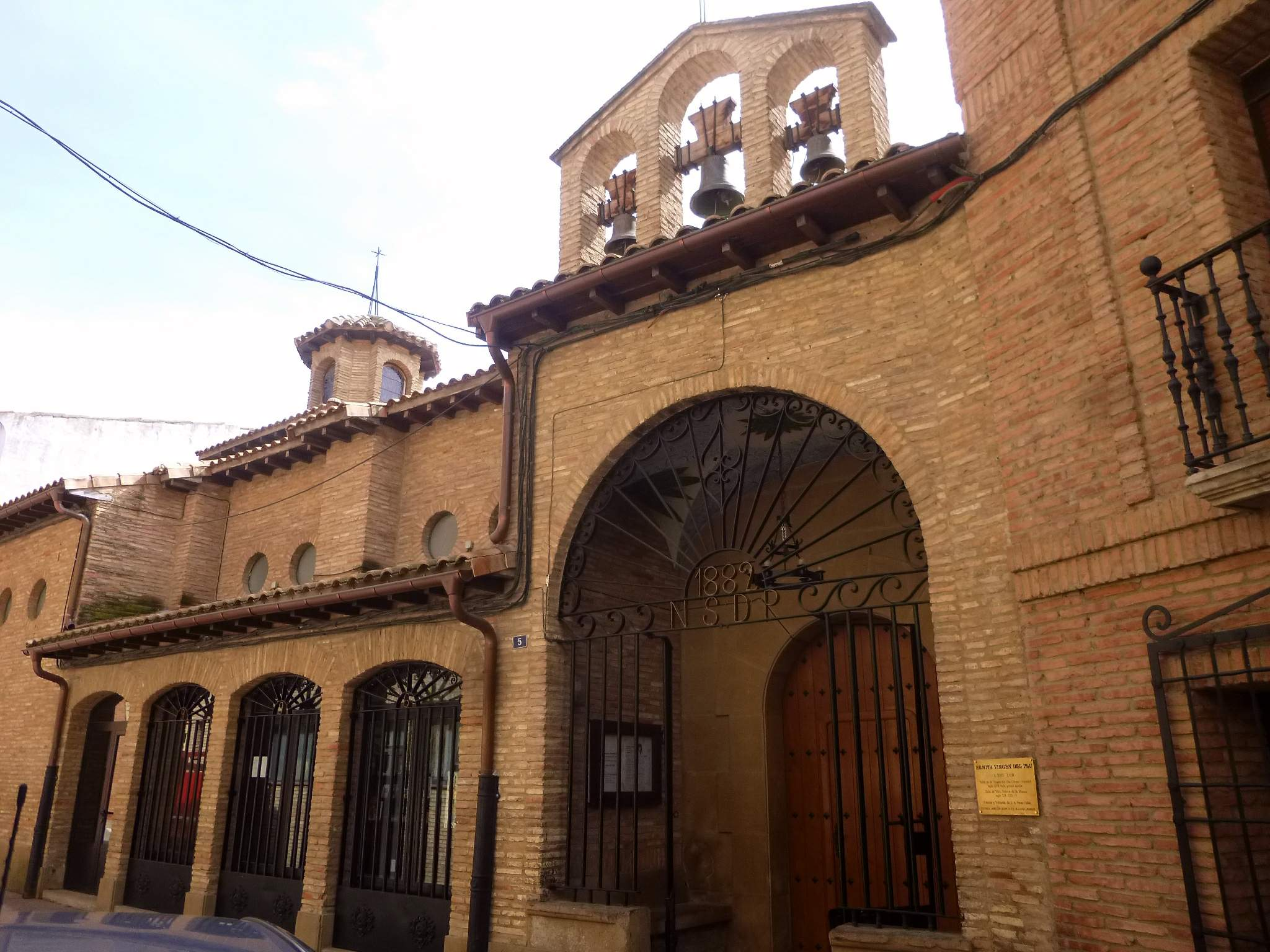
Marienkapelle
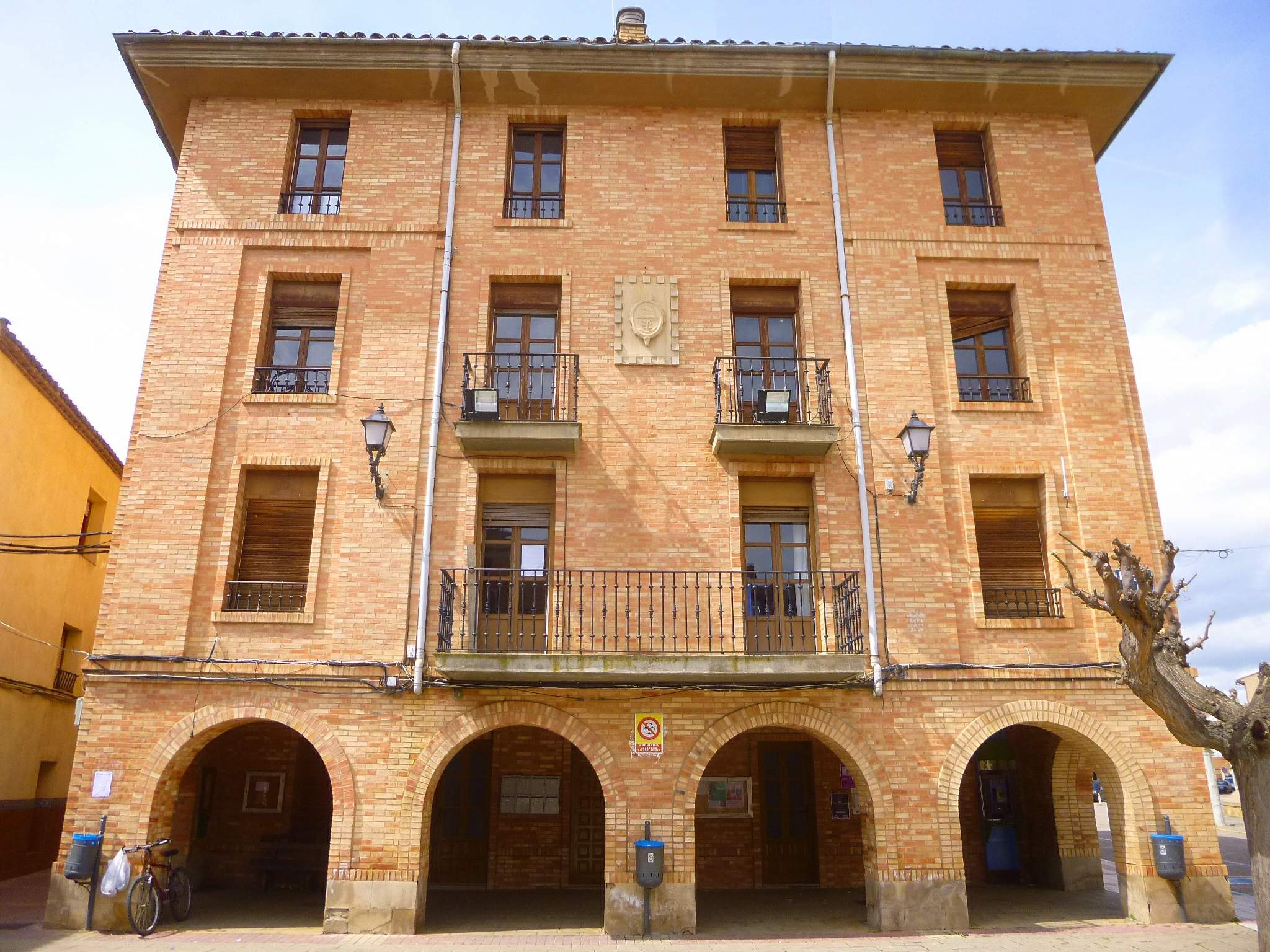
Rathaus

## Persönlichkeiten
- Juan Manuel Fernández Pacheco (1650–1725), Herzog von Escalona, Gründer der Real Academia Española
- Patxi Villanueva (* 1965, bürgerlich: Francisco Villanueva Medina), Fußballspieler
- David Malo (* 1980), Fußballspieler